# 時岡隆
時岡 隆（ときおか たかし、1913年12月19日- 2001年9月30日）は日本の動物学者。京都大学名誉教授。

## 経歴
1913年、山口県生まれ。旧制山口高等学校を経て、1936年に京都帝国大学理学部動物学科を卒業した。
卒業後は母校である同大学の理学部助手に着任。1946年、京都大学に『日本動物分類』を提出して理学博士号を取得。農学部助教授、農学部教授、理学部附属瀬戸臨海実験所助教授を経て、同実験所教授に昇進。1975年から1977年には同実験所の所長を務めた。1977年、京都大学を停年退官し、京都大学名誉教授となった。

## 人物
私人としてはピアノ演奏の技術に長けていた。

## 受賞・栄典
- 1968年：和歌山県文化賞。(白浜町沿岸の環境保全特別区域指定に貢献したことに対して)

## 研究内容・業績
- 動物系統分類学の権威であり、毛顎動物、有櫛動物、尾索動物といった海洋生物に関する科学論文を200以上残している。
- 時岡に敬意を表して、少なくとも1ダース以上の種に彼の名がつけられている[3]。
- 自然保護活動にも力を注ぎ、海域では初となる白浜町沿岸の環境保全特別区域指定に貢献し、1968年には和歌山県文化賞を授与されている[4]。
- 2013年にかつて勤務した京都大学フィールド科学教育研究センター瀬戸臨海実験所水族館で「特別展「時岡隆生誕100年記念展」が開かれた。遺稿の整理がおこなわれているという[5]。

## 著作
- 日本動物分類 原索動物門 尾索綱 太利亞目：三省堂。1938
- 生物学御研究所, 時岡隆, 服部広太郎『相模灣産海鞘類圖譜』岩波書店、1953年。doi:10.11501/1372258。 NCID BN09623212。NDLJP:1372258。
- Pacific Tunicata of the United States National Museum [by] Takasi Tokioka. United States National Museum bulletin 251. Smithsonian Press; [for sale by the Supt. of Docs., U.S. Govt. Print. Off.]. (1967) 国立国会図書館書誌ID:000006350495。
- 共著として、動物系統分類学：中山書店。原色動物大図鑑 : 北隆館等がある。

## 参考
- 京都大学瀬戸臨海実験所(時岡 隆)